# GISAID
GISAID este o inițiativă științifică globală și o sursă primară înființată în 2008, care oferă acces deschis la datele genomice ale virusurilor gripale și la coronavirusul responsabil pentru pandemia COVID-19. La 10 ianuarie 2020, primele secvențe de genom întreg al SARS-CoV-2 au fost puse la dispoziție pe GISAID, ceea ce a permis răspunsuri globale la pandemie, inclusiv dezvoltarea primelor vaccinuri și teste de diagnostic pentru a detecta SARS-CoV-2. GISAID facilitează epidemiologia genomică și supravegherea în timp real pentru a monitoriza apariția de noi tulpini virale COVID-19 pe planetă.
De la înființare ca alternativă la schimbul de date privind gripa aviară prin arhive convenționale din domeniul public, GISAID este recunoscut pentru a stimula schimbul rapid de date privind focarulref name="Elbe" /> în timpul pandemiei H1N1 în 2009, epidemia H7N9 în 2013 și pandemia COVID-19 în 2020.
GISAID a fost recunoscut pentru importanța sa pentru sănătatea globală de către miniștrii sănătății G20 în 2017, și în 2020, Șeful oamenilor de știință al Organizației Mondiale a Sănătății a numit inițiativa științei datelor „o revoluție în date”.

## Referință
1. ↑  huaxia (1 noiembrie 2019). „Chinese experts call for global cooperation in flu prevention”. Xinhua News Agency. Arhivat din original la 9 iulie 2020. Accesat în 7 iulie 2020.
2. ↑  „Governance & Expertise: Scientific Advisory Council”. GISAID. 2020. Accesat în 7 iulie 2020. The Scientific Advisory Council (SAC) comprises leading influenza scientists with expertise in epidemiology, human and veterinary virology and bioinformatics.
3. 1 2  Shu, Yuelong; McCauley, John (2017). „GISAID: Global initiative on sharing all influenza data – from vision to reality”. Eurosurveillance. 22 (13). doi:10.2807/1560-7917.ES.2017.22.13.30494. PMC 5388101 . PMID 28382917.
4. 1 2  Swaminathan, Soumya (17 decembrie 2020). „The WHO's chief scientist on a year of loss and learning”. Nature. Accesat în 20 decembrie 2020.
5. ↑  Korber, Bette (20 august 2020). „Tracking Changes in SARS-CoV-2 Spike: Evidence that D614G Increases Infectivity of the COVID-19 Virus”. Cell. 182 (4): 812–827.e19. doi:10.1016/j.cell.2020.06.043. PMC 7332439 . PMID 32697968. Accesat în 24 decembrie 2020. the global sampling of SARS-CoV-2 is being very capably addressed by the Global Initiative for Sharing All Influenza Data (GISAID) database
6. 1 2  „CEPI's collaborative task force to assess COVID-19 vaccines on emerging viral strains”. BioSpectrum - Asia Edition. 23 noiembrie 2020. Accesat în 24 decembrie 2020. GISAID is an essential component of COVID-19 R&D that enables real-time progress in the understanding of the geographical spread, circulation, and evolution of the SARS-CoV-2 virus
7. ↑  Polack, Fernando (10 decembrie 2020). „Safety and Efficacy of the mRNA Covid-19 Vaccine”. New England Journal of Medicine. 383 (27): 2603–2615. doi:10.1056/NEJMoa2034577 . PMC 7745181 . PMID 33301246. The development of BNT162b2 was initiated on January 10, 2020, when the SARS-CoV-2 genetic sequence was released by the Chinese Center for Disease Control and Prevention and disseminated globally by the GISAID (Global Initiative on Sharing All Influenza Data) initiative.
8. ↑  Bohn, Mary Kathryn (7 octombrie 2020). „IFCC Interim Guidelines on Molecular Testing of SARS-CoV-2 Infection”. Clinical Chemistry and Laboratory Medicine. 58 (12): 1993–2000. doi:10.1515/cclm-2020-1412 . PMID 33027042.
9. ↑  Jameel, Shahid (2 aprilie 2020). „Coronavirus pandemic highlights key need for science and partnerships”. The Telegraph (Kolkata). Accesat în 29 decembrie 2020.
10. ↑  McDowell, Robin (15 mai 2008). „Indonesia hands over bird flu data to new database”. Fox News. Associated Press. Accesat în 7 iunie 2020.
11. ↑  Elbe, Stefan; Buckland-Merrett, Gemma (10 ianuarie 2017). „Data, disease and diplomacy: GISAID's innovative contribution to global health”. Global Challenges. 1 (1): 33–46. doi:10.1002/gch2.1018. PMC 6607375 . PMID 31565258.
12. ↑  Schnirring, Lisa (25 iunie 2009). „Pandemic reveals strengths of new flu database”. Center for Infectious Disease Research and Policy. Accesat în 7 iunie 2020.
13. ↑  „Viral gene sequences to assist update diagnostics for swine influenza A(H1N1)” (PDF). World Health Organization. 25 aprilie 2009. Accesat în 7 iunie 2020.
14. ↑  „The fight against bird flu”. Nature. 496 (7446): 397. 24 aprilie 2013. doi:10.1038/496397a . PMID 23627002.
15. ↑  Larson, Christina (10 aprilie 2013). „CDC Races to Create a Vaccine for China's Latest Bird Flu Strain”. Bloomberg BusinessWeek. Accesat în 7 iunie 2020.
16. ↑  Prasad, R. (19 ianuarie 2020). „What is the source of the new SARS-like disease reported in China?”. The Hindu. Accesat în 7 iunie 2020.
17. ↑  Ng, Kang-chung (12 ianuarie 2020). „Wuhan pneumonia: Hong Kong set to develop new test for mystery virus after obtaining genetic sequence from mainland China”. South China Morning Post. Accesat în 7 iunie 2020.
18. ↑  G20 (20 mai 2017). „Berlin Declaration of the G20 Health Ministers” (PDF). German Ministry of Health. Accesat în 18 iulie 2017.